# Индия (село)
Индия — село в Григориопольском районе непризнанной Приднестровской Молдавской Республики. Вместе с селом Бутор входит в состав Буторского сельсовета.

## География
Село расположено на расстоянии 17 км от города Григориополь и в 32 км от г. Тирасполя. Село расположено на берегу Днестра.

## Население
| Год  | Население | Источник |
| ---- | --------- | -------- |
| 2004 | 60        | [ 5 ]    |
| 2017 | 44        | [ 3 ]    |

## История
Село Индия было основано в 1704 году.
Все объекты социального назначения находятся в соседних селах. В 2019 году отремонтирована и благоустроена дорога в село. В настоящее время село находится на пути к исчезновению.